# آدم هاميلتون (قس)
آدم هاميلتون (بالإنجليزية: Adam Hamilton)‏ هو قس أمريكي، ولد في 12 يوليو 1964.

## وصلات خارجية
- الموقع الرسمي